# Апостольский нунций в Черногории
Апостольский нунций в Черногории — дипломатический представитель Святого Престола в Черногории. Данный дипломатический пост занимает церковно-дипломатический представитель Ватикана в ранге посла. Апостольская нунциатура в Черногории была учреждена на постоянной основе 16 декабря 2006 года.
В настоящее время Апостольским нунцием в Черногории является архиепископ Фрэнсис Ассизи Чулликатт, назначенный Папой Франциском 1 октября 2022 года.

## История
Апостольская нунциатура в Черногории была учреждена 16 декабря 2006 года, бреве Quo plenius папы римского Бенедикта XVI. С 2006 по 2010 год апостольский нунций имел резиденцию в Подгорице. Однако, с 2010 года, апостольский нунций не имеет официальной резиденции в Черногории, в его столице Подгорице и является апостольским нунцием по совместительству, эпизодически навещая страну. Резиденцией апостольского нунция в Черногории является Сараево — столица Боснии и Герцеговины.

## Апостольские нунции в Черногории
- Анджело Моттола — (25 января 2007 — 17 февраля 2010, в отставке);
- Алессандро Д’Эррико — (17 февраля 2010 — 21 мая 2012 — назначен апостольским нунцием в Хорватии);
- Луиджи Пеццуто — (17 ноября 2012 — 31 августа 2021, в отставке);
- Фрэнсис Ассизи Чулликатт — (1 октября 2022 — по настоящее время).